# Klädlus
Klädlusen (Pediculus humanus humanus) är en underart av människolusen, tillhörig underordningen löss (Anoplura). Genetisk analys tyder på att klädlusen utvecklades från huvudlusen för ungefär 70 000 år sedan, efter människans uppfinning av kläder. Den gemensamma föregångaren till alla människolöss framträdde för ungefär 6 miljoner år sedan.
Klädlusen sprids främst via smutsiga kläder. Den var förr mycket vanlig, men är nu så gott som helt utrotad i Sverige. Dess benägenhet att frodas i smutsiga miljöer gör den till en stor fara under krig och naturkatastrofer. Klädlusen avsöndrar via sin avföring den rickettsia som orsakar fläcktyfus. När den drabbade kliar bettet sprids smittan i blodet. 
Speciellt tidigare var fläcktyfus ett stort problem för många arméer. Under till exempel Krimkriget, dog fler soldater av klädlöss än i strid.[källa behövs]